# Cámara métrica
Una cámara métrica es una cámara fotográfica, ya sea tradicional o digital, cuyas características ópticas son conocidas a la perfección. Se utilizan en fotogrametría aérea y terrestre.